# Шикмамаево
Шикмама́ево (тат. Шыкмай) — село в Заинском районе Республики Татарстан, в составе Нижнебишевского сельского поселения.

## География
Село находится на реке Зыча, в 36 км к северо-востоку от районного центра, города Заинска.

## История
Село основано в конце XVII века. До 1860-х годов жители относились к категории государственных крестьян (из бывших ясачных татар). Их основные занятия в этот период – земледелие и скотоводство, были распространены печной, ткацкий и рогожный промыслы, изготавливали сани, телеги, плели лапти.
В 1769 году село посетила экспедиция Санкт-Петербургской Академии наук под руководством Н.П. Рычкова.
В период Крестьянской войны 1773–1775 годов жители активно выступили на стороне Е.И.Пугачёва.
По сведениям 1870 года, в селе имелись мечеть, медресе и водяная мельница. К началу XX века функционировали мечеть, медресе, 2 водяные мельницы, крупообдирка, хлебозапасный магазин, 2 бакалейные лавки. В 1905 году построена вторая мечеть. В этот период земельный надел сельской общины составлял 1527 десятин.
По подворной переписи 1912–1913 годов, из 239 дворов 62 были безлошадными, 171 – одно-, двухлошадными, 6 имели по три и более рабочих лошадей; зарегистрировано 2213 голов крупного рогатого и прочего скота. 129 дворов совмещали земледелие с кустарными промыслами.
До 1920 года село входило в Ахметьевскую волость Мензелинского уезда Уфимской губернии. С 1920 года в составе Мензелинского, с 1922 года – Челнинского кантонов ТАССР. С 10 августа 1930 года – в Челнинском, с 10 февраля 1935 года – в Заинском, с 1 февраля 1963 года – в Челнинском, с 1 ноября 1972 года в Заинском районах.
В период коллективизации в селе организован колхоз «Якты куль».

## Население
| 1859 | 1897 | 1906 | 1913 | 1920 | 1926 | 1938 | 1949 | 1958 | 1970 | 1979 | 1989 | 2002 | 2010 | 2017 |
| ---- | ---- | ---- | ---- | ---- | ---- | ---- | ---- | ---- | ---- | ---- | ---- | ---- | ---- | ---- |
| 471  | 904  | 957  | 1235 | 1320 | 831  | 878  | 682  | 701  | 665  | 478  | 256  | 203  | 166  | 135  |

Национальный состав села: татары.

### Люди, связанные с селом
В селе прошли детские годы писателя Р.Батуллы (уроженца села Нижние Лузы).

## Экономика
C 2004 года в селе работают подразделения «Игенче» агрофирмы «Восток» (полеводство, молочное скотоводство, свиноводство).

## Объекты культуры и медицины
В селе функционируют дом культуры и фельдшерско-акушерский пункт (оба – в здании 1980 года).

## Религиозные объекты
В 1997 году возведена новая мечеть «Шарифжан».